# Пасей
Пасе́й (индон. Pasai), также Саму́дра Паса́й (индон. Samudera Pasai, иногда «Саму́дра Даруссала́м», Пасей, Пасэй) — историческое государство, существовавшее на северной оконечности острова Суматра с XIII по XVI век. Основано около 1267 года раджей Мерах Силу, который провозгласил себя султаном под именем Малек ас-Салех. Название «Самудра», вероятно, происходит из санскрита в значении «океан». Большая часть правителей имела титул «султана». Захвачен португальскими колонизаторами в 1521 году.

## История
Экономический успех Пасая зависел исключительно от торговцев — арабских и индийских мусульман, которые торговали в Индонезии и Китае в течение многих веков. Мусульманские торговцы и учителя, вероятно, участвовали в его создании с самого начала и были миссионерами. По одной из версий правители Пасая, несмотря на их престиж в буддийском государстве Шривиджая, приняли ислам в конце XIII века именно для того, чтобы привлечь мусульманских и яванских купцов, которых распад Шривиджаи привлёк на северную Суматру и берега Бенгальского залива, где не было пиратов, в отличие от южной части Малаккского пролива. Северная Суматра была богата золотом и лесом, а перец там выращивают с начала XV века. Всё это было доступно для купцов, которые могли встречать и отправлять суда из Индийского океана. К концу XIV века Пасей стал богатым торговым центром, уступая в начале XV века лишь Малакке на юго-западном побережья Малайского полуострова.
Королевский мавзолей в Пасае датируется 1297 годом и украшен надписями на арабском языке. 

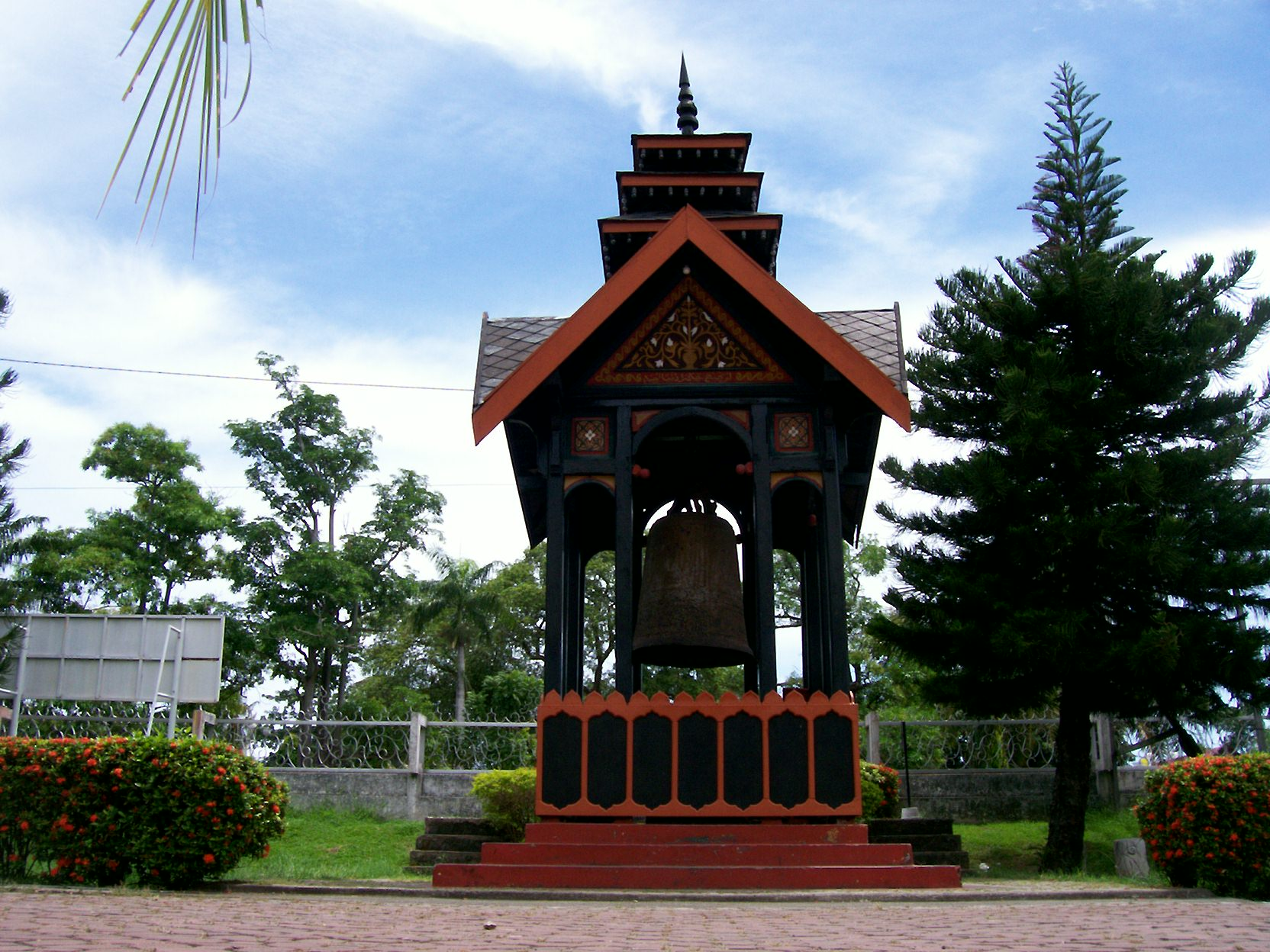
Колокол Чакра Данья подаренный Чжан Хэ во время его плавания в Пасай.

В 1292 году здесь в течение пяти месяцев находился Марко Поло, описавший впоследствии Пасай в своей «Книге о многообразии мира». В 1345 году другой известный путешественник, Ибн Баттута, на пути в Китай остановился на 15 дней в Пасае, где жил в городе с деревянными стенами как гость султана и после отбыл в Китай на султанской джонке. Он отметил набожность мусульманского правителя султаната, а также его доброту и гостеприимство. Ибн Баттута определил мазхаб Пасая как шафиитский, а также отметил, что это была крайняя мусульманская земля.
В середине XIV века войска империи Маджапахит напали на Пасай и разграбили его.
Португальцы оккупировали Пасай в 1521 году, спустя 10 лет после завоевания Малакки, после чего султанату Ачех удалось захватить эти земли.

## Культура
Будучи первым плацдармом ислама в Индонезии, Пасай являлся центром культуры и научной деятельности до завоевания Ачехом. Именно благодаря этому, во-первых, к XV веку ислам распространился по всему региону, а во-вторых, язык Пасая — ранняя форма письменного малайского в алфавите джави — распространился на соседние острова и государства и позднее стал языком общения в Индонезии и Малайзии.
О Пасае был сложен один из старейших малайских хикаятов — «Повесть о раджах Пасея».

## Список правителей
Список правителей султаната:
| №  | Даты правления | Тронное имя                              | Исторические события          |
| -- | -------------- | ---------------------------------------- | ----------------------------- |
| 1  | 1267-1297      | Султан Малик ас-Салех (Мерах Силу)       | Основатель государства        |
| 2  | 1297-1326      | Султан аль-Малик ат-Тахир I / Мухаммед I | Ввёл золотые монеты           |
| 3  | 1326 — 133?    | Султан Ахмад I                           | Напал на Каранг Бару, Тамианг |
| 4  | 133? — 1349    | Султан аль-Малик ат-Тахир II             | Принимал Ибн Баттута          |
| 5  | 1349-1406      | Султан Зайнал Абидин I                   | Атакован Маджапахитом         |
| 6  | 1406-1428      | Рату Нахрасьиях                          | Золотой век Пасая             |
| 7  | 1428-1438      | Султан Зайнал Абидин II                  |                               |
| 8  | 1438-1462      | Султан Шалахуддин                        |                               |
| 9  | 1462-1464      | Султан Ахмад II                          |                               |
| 10 | 1464-1466      | Султан Абу Зейд Ахмад III                |                               |
| 11 | 1466-1466      | Султан Ахмад IV                          |                               |
| 12 | 1466-1468      | Султан Махмуд                            |                               |
| 13 | 1468-1474      | Султан Зайнал Абидин III                 | Свергнут братом               |
| 14 | 1474-1495      | Султан Мухаммед Сах II                   |                               |
| 15 | 1495-1495      | Султан аль-Камил                         |                               |
| 16 | 1495-1506      | Султан Адлуллах                          |                               |
| 17 | 1506-1507      | Султан Мухаммед Сах III                  | Построил два мавзолея         |
| 18 | 1507-1509      | Султан Адлуллах                          |                               |
| 19 | 1509-1514      | Султан Ахмад V                           | Взятие Малакки — 1511         |
| 20 | 1514-1517      | Султан Зайнал Абидин IV                  |                               |